# 두해살이 식물

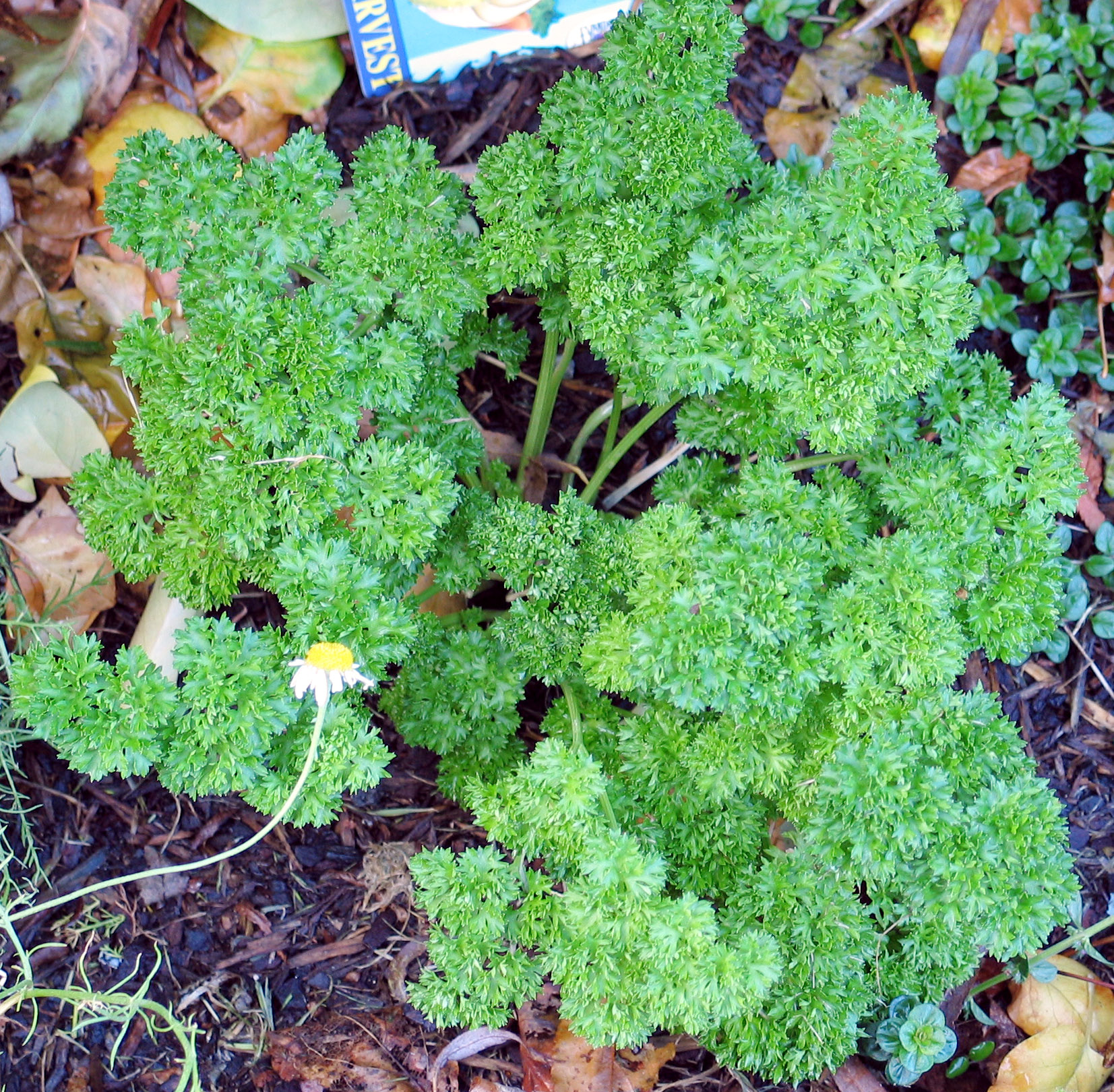
파슬리

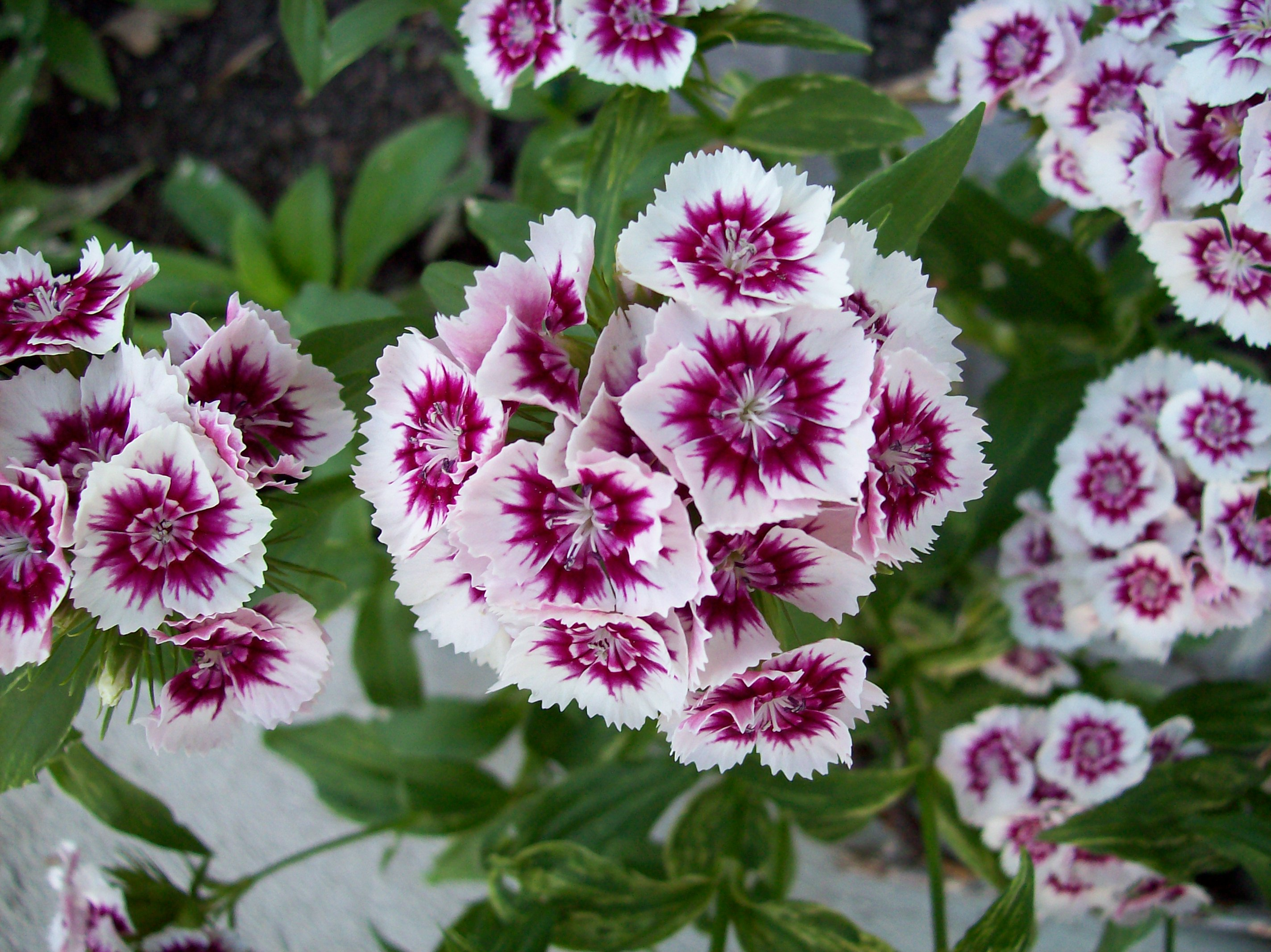
수염패랭이꽃(Sweet William Dwarf)

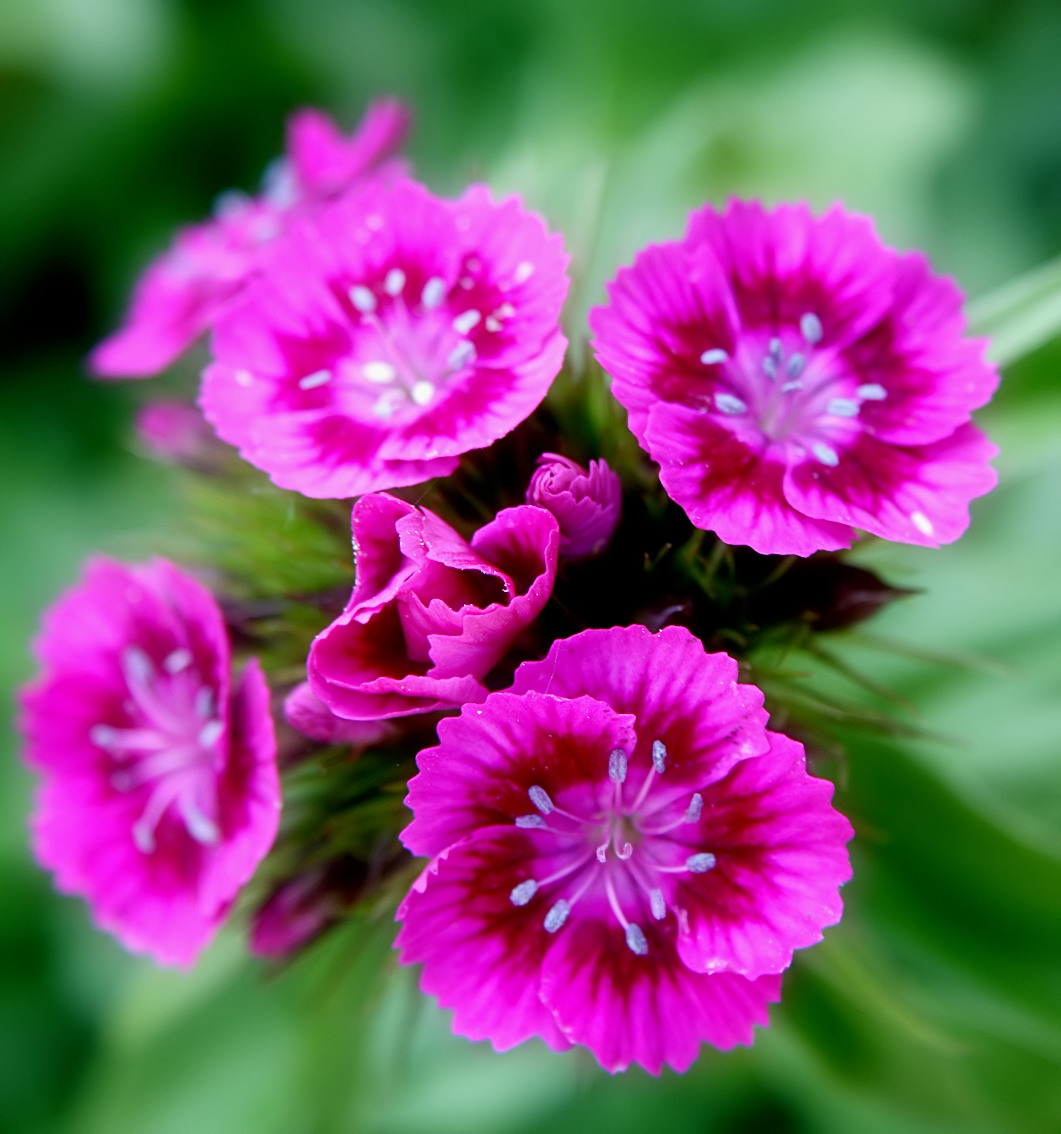
아메리카패랭이(Pink Sweet William)

두해살이 식물(영어:  biennial plant)은 씨앗에서 발아한 싹이 자라나 겨울을 보내고, 이듬해 봄에서 가을 사이에 꽃과 열매를 맺는 풀이다. 한해살이풀에 포함하여 생각되기도 하나, 씨앗이 아닌 풀의 형태로 겨울을 지낸다는 점에서 구분되며 한해살이풀과 마찬가지로 일생에 단 한번 꽃을 피우고 열매를 맺는다. 월년생식물(越年生植物)이나 이년생식물(二年生植物)이라 부르기도 한다.
보리, 무, 완두 따위가 여기에 속하며, 두해살이풀, 월년생 초본, 월년초, 이년생초, 이년생 초본이라 부르기도 한다.

## 같이 보기
- 한해살이 식물
- 초본식물
- 여러해살이 식물